# IBU Cup 2021-2022
Ne doit pas être confondu avec Coupe du monde de biathlon 2021-2022.
Navigation
Édition précédente Édition suivante
L'IBU Cup 2021/2022 est la quatorzième édition de l'IBU Cup de biathlon. Elle se déroule entre le 25 novembre 2021 et le 13 mars 2022. La compétition se compose de huit étapes, la première à Idre Fjäll en Suède, la dernière à Ridnaun-Val Ridanna en Italie. Elle est ponctuée en janvier par les championnats d'Europe 2022 à Arber.

## Programme
La saison 2021-2022 est organisée selon le calendrier suivant :
| Étape | Lieu                | Date début       | Date fin         |
| ----- | ------------------- | ---------------- | ---------------- |
| 1     | Idre Fjäll          | 23 novembre 2021 | 28 novembre 2021 |
| 2     | Sjusjøen            | 29 décembre 2021 | 4 décembre 2021  |
| 3     | Obertilliach        | 14 décembre 2021 | 19 décembre 2021 |
| 4     | Brezno-Osrblie      | 5 janvier 2022   | 9 janvier 2022   |
| 5     | Brezno-Osrblie      | 10 janvier 2022  | 15 janvier 2022  |
| ChE   | Arber               | 24 janvier 2022  | 30 janvier 2022  |
| 6     | Nové Město          | 30 janvier 2022  | 4 février 2022   |
| 7     | Lenzerheide         | 28 février 2022  | 6 mars 2022      |
| 8     | Ridnaun-Val Ridanna | 8 mars 2022      | 13 mars 2022     |

| \| Idre Fjäll Sjusjøen Obertilliach Brezno-Osrblie Arber Nové Město Lenzerheide Ridnaun-Val Ridanna \| Les sites des compétitions |
| Idre Fjäll Sjusjøen Obertilliach Brezno-Osrblie Arber Nové Město Lenzerheide Ridnaun-Val Ridanna                                  |

## Attribution des points
| Place  | 1  | 2  | 3  | 4  | 5  | 6  | 7  | 8  | 9  | 10 | 11 | 12 | 13 | 14 | 15 | 16 | 17 | 18 | 19 | 20 | 21 | 22 | 23 | 24 | 25 | 26 | 27 | 28 | 29 | 30 | 31 | 32 | 33 | 34 | 35 | 36 | 37 | 38 | 39 | 40 |
| ------ | -- | -- | -- | -- | -- | -- | -- | -- | -- | -- | -- | -- | -- | -- | -- | -- | -- | -- | -- | -- | -- | -- | -- | -- | -- | -- | -- | -- | -- | -- | -- | -- | -- | -- | -- | -- | -- | -- | -- | -- |
| Points | 60 | 54 | 48 | 43 | 40 | 38 | 36 | 34 | 32 | 31 | 30 | 29 | 28 | 27 | 26 | 25 | 24 | 23 | 22 | 21 | 20 | 19 | 18 | 17 | 16 | 15 | 14 | 13 | 12 | 11 | 10 | 9  | 8  | 7  | 6  | 5  | 4  | 3  | 2  | 1  |

## Classements

### Classements généraux
| Rang | Nom                       | Points | Victoire(s) | Podium(s) |
| ---- | ------------------------- | ------ | ----------- | --------- |
| 1    | Erlend Bjøntegaard        | 829    | 2           | 7         |
| 2    | Håvard Bogetveit          | 647    | 1           | 2         |
| 3    | Sverre Dahlen Aspenes     | 639    | 3           | 5         |
| 4    | Lucas Fratzscher          | 605    | 1           | 5         |
| 5    | Justus Strelow            | 565    | -           | 4         |
| 6    | Émilien Claude            | 549    | 1           | 2         |
| 7    | Aleksander Fjeld Andersen | 548    | 3           | 4         |
| 8    | Philipp Horn              | 484    | 2           | 5         |
| 9    | Vasilii Tomshin           | 467    | 1           | 2         |
| 10   | Johannes Dale             | 402    | 1           | 3         |

| Rang | Nom                      | Points | Victoire(s) | Podium(s) |
| ---- | ------------------------ | ------ | ----------- | --------- |
| 1    | Lou Jeanmonnot           | 668    | 1           | 4         |
| 2    | Ragnhild Femsteinevik    | 643    | 4           | 6         |
| 3    | Elisabeth Högberg        | 590    | 1           | 2         |
| 4    | Marthe Kråkstad Johansen | 562    | -           | 3         |
| 5    | Camille Bened            | 555    | 1           | 1         |
| 6    | Evgeniya Burtasova       | 548    | 2           | 5         |
| 7    | Sophie Chauveau          | 519    | -           | -         |
| 8    | Caroline Colombo         | 513    | 2           | 5         |
| 9    | Karoline Erdal           | 493    | -           | 3         |
| 10   | Jenny Enodd              | 481    | -           | 3         |

### Coupe des Nations
| Rang | Nation    | Points |
| ---- | --------- | ------ |
| 1    | Norvège   | 8401   |
| 2    | Allemagne | 8030   |
| 3    | France    | 7209   |
| 4    | Italie    | 6864   |
| 5    | Russie    | 6494   |

| Rang | Nation    | Points |
| ---- | --------- | ------ |
| 1    | France    | 7985   |
| 2    | Norvège   | 7838   |
| 3    | Allemagne | 7801   |
| 4    | Suède     | 7075   |
| 5    | Italie    | 6815   |

### Classement par discipline

#### Individuel
| Rang | Nom                   | Points |
| ---- | --------------------- | ------ |
| 1    | Anton Babikov         | 97     |
| 2    | Oscar Lombardot       | 94     |
| 3    | Sverre Dahlen Aspenes | 88     |

| Rang | Nom                      | Points |
| ---- | ------------------------ | ------ |
| 1    | Evgeniya Burtasova       | 154    |
| 2    | Marthe Kråkstad Johansen | 109    |
| 3    | Janina Hettich           | 98     |

#### Super sprint
| Rang | Nom                | Points |
| ---- | ------------------ | ------ |
| 1    | Justus Strelow     | 102    |
| 2    | Erlend Bjøntegaard | 92     |
| 3    | Lucas Fratzscher   | 79     |

| Rang | Nom            | Points |
| ---- | -------------- | ------ |
| 1    | Lou Jeanmonnot | 82     |
| 2    | Emma Nilsson   | 66     |
| 3    | Karoline Erdal | 65     |

#### Sprint
| Rang | Nom                   | Points |
| ---- | --------------------- | ------ |
| 1    | Erlend Bjøntegaard    | 436    |
| 2    | Håvard Bogetveit      | 385    |
| 3    | Sverre Dahlen Aspenes | 374    |

| Rang | Nom                   | Points |
| ---- | --------------------- | ------ |
| 1    | Caroline Colombo      | 364    |
| 2    | Ragnhild Femsteinevik | 355    |
| 3    | Lou Jeanmonnot        | 352    |

#### Poursuite
| Rang | Nom                   | Points |
| ---- | --------------------- | ------ |
| 1    | Erlend Bjøntegaard    | 133    |
| 2    | Sverre Dahlen Aspenes | 130    |
| 3    | Philipp Horn          | 90     |

| Rang | Nom                | Points |
| ---- | ------------------ | ------ |
| 1    | Evgeniya Burtasova | 144    |
| 2    | Jenny Enodd        | 139    |
| 3    | Caroline Colombo   | 112    |

#### Mass-start
| Rang | Nom                | Points |
| ---- | ------------------ | ------ |
| 1    | Endre Strømsheim   | 100    |
| 2    | Erlend Bjøntegaard | 92     |
| 3    | Lucas Fratzscher   | 77     |

| Rang | Nom                   | Points |
| ---- | --------------------- | ------ |
| 1    | Ragnhild Femsteinevik | 92     |
| 2    | Hanna Kebinger        | 89     |
| 3    | Lou Jeanmonnot        | 78     |

#### Mixte
| Rang | Nation    | Points |
| ---- | --------- | ------ |
| 1    | France    | 288    |
| 2    | Allemagne | 285    |
| 3    | Norvège   | 279    |
| 4    | Italie    | 245    |
| 5    | Suède     | 239    |

## Calendrier et podiums

### Hommes
| Étape                                                          | Lieu                            | Épreuve                | Date              | Vainqueur                 | Deuxième                  | Troisième             | Leader du classement général |
| -------------------------------------------------------------- | ------------------------------- | ---------------------- | ----------------- | ------------------------- | ------------------------- | --------------------- | ---------------------------- |
| 1                                                              | Idre Fjäll                      | Sprint 10 km           | 25 novembre 2021  | Lucas Fratzscher          | Sverre Dahlen Aspenes     | Johannes Kühn         | Lucas Fratzscher             |
| 1                                                              | Idre Fjäll                      | Sprint 10 km           | 27 novembre 2021  | Aleksander Fjeld Andersen | Lucas Fratzscher          | Vasilii Tomshin       | Lucas Fratzscher             |
| 1                                                              | Idre Fjäll                      | Poursuite 12,5 km      | 28 novembre 2021  | Vasilii Tomshin           | Aleksander Fjeld Andersen | Alexander Povarnitsyn | Lucas Fratzscher             |
| 2                                                              | Sjusjøen                        | Super sprint           | 1er décembre 2021 | Filip Fjeld Andersen      | Erlend Bjøntegaard        | Justus Strelow        | Lucas Fratzscher             |
| 2                                                              | Sjusjøen                        | Sprint 10 km           | 3 décembre 2021   | Anton Babikov             | Filip Fjeld Andersen      | Håvard Bogetveit      | Lucas Fratzscher             |
| 2                                                              | Sjusjøen                        | Mass-Start 60 15 km    | 4 décembre 2021   | Anton Babikov             | Erlend Bjøntegaard        | Rémi Broutier         | Lucas Fratzscher             |
| 3                                                              | Obertilliach                    | Individuel 20 km       | 16 décembre 2021  | David Zobel               | Dominik Windisch          | Maksim Tsvetkov       | Lucas Fratzscher             |
| 3                                                              | Obertilliach                    | Sprint 10 km           | 18 décembre 2021  | Håvard Bogetveit          | Erlend Bjøntegaard        | Maksim Tsvetkov       | Lucas Fratzscher             |
| 4                                                              | Duszniki-Zdrój → Brezno-Osrblie | Sprint 10 km           | 8 janvier 2022    | Aleksander Fjeld Andersen | Nikita Porshnev           | Ilnaz Mukhamedzianov  | Aleksander Fjeld Andersen    |
| 4                                                              | Duszniki-Zdrój → Brezno-Osrblie | Sprint 10 km           | 9 janvier 2022    | Sindre Fjellheim Jorde    | Erlend Bjøntegaard        | Johannes Dale         | Erlend Bjøntegaard           |
| 5                                                              | Brezno-Osrblie                  | Individuel court 15 km | 12 janvier 2022   | Vetle Paulsen             | Martin Femsteinevik       | Justus Strelow        | Erlend Bjøntegaard           |
| 5                                                              | Brezno-Osrblie                  | Sprint 10 km           | 15 janvier 2022   | Émilien Claude            | Sindre Pettersen          | Petr Pashchenko       | Erlend Bjøntegaard           |
| 5                                                              | Brezno-Osrblie                  | Poursuite 12,5 km      | 15 janvier 2022   | Épreuve annulée           | Épreuve annulée           | Épreuve annulée       | Erlend Bjøntegaard           |
| Championnats d'Europe de biathlon 2022 (24 au 30 janvier 2022) |                                 |                        |                   |                           |                           |                       |                              |
| CE                                                             | Arber                           | Individuel 20 km       | 26 janvier 2022   | Sverre Dahlen Aspenes     | Anton Babikov             | Matthias Dorfer       | Erlend Bjøntegaard           |
| CE                                                             | Arber                           | Sprint 10 km           | 28 janvier 2022   | Erlend Bjøntegaard        | Nikita Porshnev           | Lucas Fratzscher      | Erlend Bjøntegaard           |
| CE                                                             | Arber                           | Poursuite 12,5 km      | 29 janvier 2022   | Sverre Dahlen Aspenes     | Petr Pashchenko           | Lucas Fratzscher      | Erlend Bjøntegaard           |
| Fin des championnats d'Europe                                  |                                 |                        |                   |                           |                           |                       |                              |
| 6                                                              | Nové Město                      | Sprint 10 km           | 3 février 2019    | Sverre Dahlen Aspenes     | Alexander Povarnitsyn     | Philipp Horn          | Erlend Bjøntegaard           |
| 6                                                              | Nové Město                      | Sprint 10 km           | 5 février 2019    | Aleksander Fjeld Andersen | Justus Strelow            | Sverre Dahlen Aspenes | Erlend Bjøntegaard           |
| 7                                                              | Lenzerheide                     | Sprint 10 km           | 3 mars 2022       | Johannes Dale             | Endre Strømsheim          | Lucas Fratzscher      | Erlend Bjøntegaard           |
| 7                                                              | Lenzerheide                     | Super sprint           | 5 mars 2022       | Philipp Horn              | Justus Strelow            | Émilien Claude        | Erlend Bjøntegaard           |
| 7                                                              | Lenzerheide                     | Mass-Start 60 15 km    | 6 mars 2022       | Endre Strømsheim          | Johannes Dale             | Philipp Horn          | Erlend Bjøntegaard           |
| 8                                                              | Ridnaun-Val Ridanna             | Sprint 10 km           | 10 mars 2022      | Erlend Bjøntegaard        | Marco Groß                | Philipp Horn          | Erlend Bjøntegaard           |
| 8                                                              | Ridnaun-Val Ridanna             | Poursuite 12,5 km      | 12 mars 2022      | Philipp Horn              | Erlend Bjøntegaard        | Marco Groß            | Erlend Bjøntegaard           |

### Femmes
| Étape                                                          | Lieu                            | Épreuve                  | Date              | Vainqueur             | Deuxième              | Troisième                     | Leader du classement général |
| -------------------------------------------------------------- | ------------------------------- | ------------------------ | ----------------- | --------------------- | --------------------- | ----------------------------- | ---------------------------- |
| 1                                                              | Idre Fjäll                      | Sprint 7,5 km            | 25 novembre 2021  | Marion Wiesensarter   | Caroline Colombo      | Darya Blashko                 | Marion Wiesensarter          |
| 1                                                              | Idre Fjäll                      | Sprint 7,5 km            | 27 novembre 2021  | Franziska Hildebrand  | Caroline Colombo      | Irene Cadurisch Darya Blashko | Caroline Colombo             |
| 1                                                              | Idre Fjäll                      | Poursuite 10 km          | 28 novembre 2021  | Franziska Hildebrand  | Evgeniya Burtasova    | Paula Botet                   | Evgeniya Burtasova           |
| 2                                                              | Sjusjøen                        | Super sprint             | 1er décembre 2021 | Linda Zingerle        | Iryna Petrenko        | Anastasia Shevchenko          | Franziska Hildebrand         |
| 2                                                              | Sjusjøen                        | Sprint 7,5 km            | 3 décembre 2021   | Anastasia Shevchenko  | Karoline Erdal        | Paula Botet                   | Anastasia Shevchenko         |
| 2                                                              | Sjusjøen                        | Mass-Start 60 12 km      | 4 décembre 2021   | Ragnhild Femsteinevik | Anastasia Shevchenko  | Paula Botet                   | Anastasia Shevchenko         |
| 3                                                              | Obertilliach                    | Individuel 15 km         | 16 décembre 2021  | Elisabeth Högberg     | Franziska Hildebrand  | Marthe Kråkstad Johansen      | Anastasia Shevchenko         |
| 3                                                              | Obertilliach                    | Sprint 7,5 km            | 18 décembre 2021  | Anastasia Shevchenko  | Paula Botet           | Karoline Knotten              | Anastasia Shevchenko         |
| 4                                                              | Duszniki-Zdrój → Brezno-Osrblie | Sprint 7,5 km            | 8 janvier 2022    | Ragnhild Femsteinevik | Gilonne Guigonnat     | Juni Arnekleiv                | Anastasia Shevchenko         |
| 4                                                              | Duszniki-Zdrój → Brezno-Osrblie | Sprint 7,5 km            | 9 janvier 2022    | Larisa Kuklina        | Ragnhild Femsteinevik | Victoria Slivko               | Anastasia Shevchenko         |
| 5                                                              | Brezno-Osrblie                  | Individuel court 12,5 km | 12 janvier 2022   | Janina Hettich        | Evgeniya Burtasova    | Marthe Kråkstad Johansen      | Elisabeth Högberg            |
| 5                                                              | Brezno-Osrblie                  | Sprint 7,5 km            | 14 janvier 2022   | Camille Bened         | Evgeniya Burtasova    | Natalia Gerbulova             | Evgeniya Burtasova           |
| 5                                                              | Brezno-Osrblie                  | Poursuite 10 km          | 15 janvier 2022   | Evgeniya Burtasova    | Sara Andersson        | Jenny Enodd                   | Evgeniya Burtasova           |
| Championnats d'Europe de biathlon 2022 (24 au 30 janvier 2022) |                                 |                          |                   |                       |                       |                               |                              |
| CE                                                             | Arber                           | Individuel 15 km         | 26 janvier 2022   | Evgeniya Burtasova    | Alina Stremous        | Natalia Gerbulova             | Evgeniya Burtasova           |
| CE                                                             | Arber                           | Sprint 7,5 km            | 28 janvier 2022   | Ragnhild Femsteinevik | Franziska Hildebrand  | Janina Hettich                | Evgeniya Burtasova           |
| CE                                                             | Arber                           | Poursuite 10 km          | 29 janvier 2022   | Alina Stremous        | Janina Hettich        | Jenny Enodd                   | Evgeniya Burtasova           |
| Fin des championnats d'Europe                                  |                                 |                          |                   |                       |                       |                               |                              |
| 6                                                              | Nové Město                      | Sprint 7,5 km            | 3 février 2019    | Caroline Colombo      | Anna Gandler          | Larisa Kuklina                | Evgeniya Burtasova           |
| 6                                                              | Nové Město                      | Sprint 7,5 km            | 5 février 2019    | Irina Kruchinkina     | Janina Hettich        | Marthe Kråkstad Johansen      | Evgeniya Burtasova           |
| 7                                                              | Lenzerheide                     | Sprint 7,5 km            | 3 mars 2022       | Michela Carrara       | Karoline Erdal        | Caroline Colombo              | Evgeniya Burtasova           |
| 7                                                              | Lenzerheide                     | Super sprint             | 5 mars 2022       | Ragnhild Femsteinevik | Anna Weidel           | Lou Jeanmonnot                | Evgeniya Burtasova           |
| 7                                                              | Lenzerheide                     | Mass-Start 60 12 km      | 6 mars 2022       | Hanna Kebinger        | Jenny Enodd           | Lou Jeanmonnot                | Lou Jeanmonnot               |
| 8                                                              | Ridnaun-Val Ridanna             | Sprint 7,5 km            | 10 mars 2022      | Lou Jeanmonnot        | Elisabeth Högberg     | Karoline Erdal                | Lou Jeanmonnot               |
| 8                                                              | Ridnaun-Val Ridanna             | Poursuite 10 km          | 12 mars 2022      | Caroline Colombo      | Ragnhild Femsteinevik | Lou Jeanmonnot                | Lou Jeanmonnot               |

### Mixte
| Etape                                                          | Lieu                | Épreuve                              | Date             | Vainqueur                                                                              | Deuxième                                                                                 | Troisième                                                                        |
| -------------------------------------------------------------- | ------------------- | ------------------------------------ | ---------------- | -------------------------------------------------------------------------------------- | ---------------------------------------------------------------------------------------- | -------------------------------------------------------------------------------- |
| 3                                                              | Obertilliach        | Relais (2 x 6 km F + 2 x 6 km H)     | 19 décembre 2021 | Russie - Anastasia Shevchenko - Anastasiia Goreeva - Nikita Porshnev - Maksim Tsvetkov | Norvège - Marthe Kråkstad Johansen - Åsne Skrede - Håvard Bogetveit - Erlend Bjøntegaard | Italie - Beatrice Trabucchi - Michela Carrara - Didier Bionaz - Dominik Windisch |
| 3                                                              | Obertilliach        | Relais simple (6 km F + 7,5 km H)    | 19 décembre 2021 | Russie - Evgeniya Burtasova - Anton Babikov                                            | Suède - Elisabeth Högberg - Viktor Brandt                                                | Italie - Rebecca Passler - Patrick Braunhofer                                    |
| Championnats d'Europe de biathlon 2022 (24 au 30 janvier 2022) |                     |                                      |                  |                                                                                        |                                                                                          |                                                                                  |
| CE                                                             | Arber               | Relais (2 x 7,5 km H + 2 x 7,5 km F) | 30 janvier 2022  | Norvège - Erlend Bjøntegaard - Johannes Dale - Jenny Enodd - Ragnhild Femsteinevik     | Allemagne - Lucas Fratzscher - Philipp Horn - Janina Hettich - Sophia Schneider          | Suisse - Serafin Wiestner - Martin Jäger - Elisa Gasparin - Aita Gasparin        |
| CE                                                             | Arber               | Relais simple (6 km H + 7,5 km F)    | 30 janvier 2022  | Russie - Anton Babikov - Evgeniya Burtasova                                            | France - Émilien Claude - Lou Jeanmonnot                                                 | Allemagne - Justus Strelow - Franziska Hildebrand                                |
| Fin des championnats d'Europe                                  |                     |                                      |                  |                                                                                        |                                                                                          |                                                                                  |
| 8                                                              | Ridnaun-Val Ridanna | Relais simple (6 km F + 7,5 km H)    | 13 mars 2022     | Allemagne - Anna Weidel - Marco Groß                                                   | France - Lou Jeanmonnot - Émilien Claude                                                 | Norvège - Ragnhild Femsteinevik - Sverre Dahlen Aspenes                          |
| 8                                                              | Ridnaun-Val Ridanna | Relais (2 x 6 km F + 2 x 6 km H)     | 13 mars 2022     | France - Camille Bened - Caroline Colombo - Sébastien Mahon - Hugo Rivail              | Allemagne - Marion Wiesensarter - Hanna Kebinger - Johannes Donhauser - Philipp Horn     | Suède - Ingela Andersson - Elisabeth Högberg - Emil Nykvist - Henning Sjokvist   |